# Batalla de Kara Killisse (1915)
La batalla de Kara Killisse (literalmente «Iglesia Negra»; en turco: Karakilise Muharebesi) fue una batalla del frente del Cáucaso librada en julio de 1915, después de la Batalla de Malazgirt. En la literatura histórica rusa, esta batalla se considera como parte de la «operación de defensa del flanco izquierdo de las tropas del Ejército Europeo contra el 3.er Ejército turco en el frente Europeo el 26 de junio al 9 de julio-21 de julio al 3 de agosto, durante la Primera Guerra Mundial».

## La batalla
Antes del verano de 1915, los rusos atacaron las posiciones otomanas norteñas-este del lago de Van, pero sus fuerzas resultaron inferior a las de su enemigo y fueron derrotados en la Batalla de Malazgirt. Este éxito animó a los otomanos, bajo el mando de Abdul Kerim Paşha, para avanzar contra los rusos en el valle de Eleşkirt mientras que los otomanos perseguían al resto del ejército de Oganovki través de las montañas de Ağrı para echar a los rusos. El general Nikolái Yudénich (Николай Николаевич Юденич) aprovechó la oportunidad para contraatacar desde el oeste con 20.000 unidades de refuerzo de cosacos para rodearlos.
En las siguientes batallas entre el 5 y 8 de agosto, los otomanos se retiraron hacia el sur con las tropas dispersas en unos 32 kilómetros, pero los rusos consiguieron únicamente una victoria parcial. Los otomanos perdieron algunos cañones, muchas provisiones, 10.000 hombres entre muertos y heridos, y 6.000 se convirtieron en prisioneros.  Debido a las dificultades de los rusos de no poder obtener una ventaja total, se retiraron de la ciudad de Van y los otomanos la ocuparon el 3 de agosto.

## Efecto moral sobre Rusia
A pesar de que la batalla no fue decisiva y la situación cambió poco, los rusos la percibieron como una victoria, y se impulsó la moral nacional rusa. Esta pequeña victoria proporcionó un respiro a las continuas pérdidas en el frente oriental.